# Antignano
Antignano (Antignan in piemontese) è un comune italiano di 941 abitanti della provincia di Asti, nel territorio storico dell'Astesana in Piemonte.

## Geografia fisica
Si trova a circa 13 km da Asti, sulla strada che porta da Variglie ad Alba. È un paese piccolo, affacciantesi sulle colline dell'Astesana.

## Origini del nome
Sul suo toponimo la documentazione medioevale propone diverse varianti: si va da Anteljanus, che compare alla fine del X secolo insieme ad Anterjanus, ad Antessianus e ancora Antonianus. Più tardi si è assestato nel nome ufficiale italiano: Antegnanus, Antignanus. Non è ben chiaro a quale nome gentilizio si possa accostare: probabilmente Antenius o Antelius, comunque entrambi di origine latina. Da notare che Antignano è anche un noto quartiere di Livorno.
Pare ragionevole ritenere che il nome attuale, anziché da incerta fonte medievale, derivi piuttosto, in modo trasparente e convincente, da quello dei legionari "antesignani" — truppe leggere d'élite, costituenti l'avanguardia di una legione — ai quali l'avamposto di Antignano era stato, fin dal tempo della sua costituzione, affidato dal "municipio" romano — allora una sorta di colonia — nel significato attuale e non romano del termine — con funzioni anche militari) di Hasta Pompeia; e infine, diviso in appezzamenti, ai medesimi legionari veterani trasferito in proprietà, anche in premio del servizio da essi reso in tale rischiosa posizione, confinante con i Celti e i Liguri, ostili e mai del tutto domi; i veterani legionari vi avevano introdotto, con un successo che dura tuttora, la vite, come tutti i veterani romani facevano in mezza Europa. Attraverso i secoli Antignano ha sempre adempiuto a tale vocazione difensiva che ancor oggi si manifesta con i resti del castello sulla sommità del suo colle.

## Storia
Le prime notizie certe si hanno a partire dall'anno 870, quando compare tra i possedimenti di Ludovico II, imperatore del Sacro Romano Impero.
Sulla base di recenti studi (prof. Renato Bordone) si pensa che il paese fosse sede di una pieve fino alla fine del X secolo circa, probabilmente la pieve di San Giovanni, chiesa tuttora esistente e vicina al centro del paese, menzionata già in un documento del 964. Partendo dal presupposto che in tutti i paesi la chiesa fosse nel centro abitato, si può ipotizzare che il primo nucleo di Antignano sorgesse attorno alla chiesa di San Giovanni.
Nell'anno 1000 venne edificata la nuova chiesa parrocchiale dedicata a santo Stefano, attuale cappella cimiteriale, ed il centro abitato si spostò attorno ad essa. Durante la realizzazione del nuovo centro abitato fu costruito anche il castello, di cui si ha traccia solo in un documento del 1165.
Tra il X e XI secolo vennero infeudati come signori del paese i De Antignano, molto legati al vescovo di Asti; si pensa infatti che fino ad allora il paese abbia goduto di una certa libertà d'azione e che, in seguito all'arrivo dei nuovi signori, il suo destino venne legato alle sorti della città di Asti.
In un documento del 1159 l'imperatore Federico I Barbarossa annovera tra i luoghi sottomessi al vescovo di Asti anche il paese di Antignano.
Nonostante quest'ultimo cercasse di limitare molto le signorie locali, i De Antignano riuscirono comunque a mantenere una certa autonomia: nel 1165 il castello era ancora sotto il loro diretto controllo (a differenza dei vicini paesi di Celle, Revigliasco e Variglie) e come si evince da un documento del 1237 erano signori di quattro vassalli.
Quando nel XIV secolo Asti passa sotto gli Orléans, Antignano segue il destino della città e il 18 maggio 1387 giura fedeltà ai nuovi signori.
Nel 1419 Giovanni Turco, comandante dell'esercito del signore del Monferrato, dopo aver inutilmente tentato di occupare la cittadella di Asti, assediò Antignano.
Sconfitto fu costretto alla fuga e all'abbandono delle macchine d'assedio, che i cittadini Antignanesi portarono in parata per le vie di Asti.
Tra la fine del 1400 e l'inizio del 1500 il paese si sposta nell'attuale sito dove viene ricostruito il paese e un nuovo castello; in un documento del 1585 risulta che la chiesa parrocchiale di Santo Stefano fosse ormai all'esterno del paese e in stato di abbandono e che gli abitanti utilizzassero per le funzioni religiose l'oratorio della Beata Vergine Maria, probabilmente la cappella del Castello, demolita nel 1908 ormai pericolante per realizzare l'attuale chiesa parrocchiale.
Di questo secondo castello è possibile ancora vedere parte del muro di cinta di fronte alla barocca chiesa di San Rocco.
Non si hanno notizie dei signori di Antignano dal XIV secolo fino al 1618.
Durante la dominazione Orleanese si pensa che fossero dei podestà ad amministrare il comune, tra i quali venne nominato nel 1386 Francesco Ponte.
Nel 1618 Antignano è ormai sotto il controllo dei Savoia che nominano come feudatario Gaspare Berlinghieri.
I Berlinghieri terranno il paese fino al 1646 quando passò ai Malabayla o Malabaila. Nel 1700 signori dal paese sono i Roero di San Severino, che dalla metà del XVIII secolo ripassano la signoria ai Malabaila.
Nel 1797 Durante i moti rivoluzionari che portarono alla fondazione Repubblica Astese (1797) fu un attivo partecipante un antignanese tale Giuseppe Merlone, poi fucilato assieme agli organizzatori della rivolta il 22 agosto.
Il paese tenne un comportamento ambiguo nei confronti della repubblica: infatti i cittadini, nonostante nutrissero un parere favorevole nei confronti dei repubblicani, preferirono non schierarsi dalla parte di questi ultimi per timore delle rappresaglie che ne sarebbero scaturite dai Savoia.
Il 18 maggio 1846 Antignano diede i natali a Francesca Armosino. Nata nella frazione Saracchi, al tempo sotto il comune di Antignano e ceduta in seguito a quello di San Martino alla fine del 1880, discendente da una nobile famiglia armena emigrata in Italia per sfuggire alle persecuzioni dei turchi contro i cristiani, Francesca fu l'ultima moglie di Giuseppe Garibaldi, da cui ebbe tre figli: Manlio, Clelia e Rosita (morta a diciotto mesi).
Nell'archivio storico del comune sono presenti due lettere riguardanti il Generale. La prima è la missiva inviatagli dalla comunità antignanese per felicitarsi delle nozze con l'Armosino, la seconda è la risposta di Garibaldi alla comunità.
Nel 1880 lo stesso Garibaldi venne ad Antignano per visitare le proprietà della moglie.
Nei primi anni della seconda guerra mondiale, tra il 1941 e il 1943, Antignano fu uno dei comuni designati come luogo di internamento libero per ebrei stranieri. Vi soggiornarono due nuclei familiari (4 persone in tutto), poi trasferite agli inizi del 1943 al campo di Ferramonti.

### Simboli
Lo stemma e il gonfalone del comune di Antignano sono stati concessi con decreto del presidente della Repubblica del 7 marzo 2001.

## Società

### Evoluzione demografica
Abitanti censiti

## Cultura
Un evento importante è la Via Crucis che si svolge il venerdì Santo e alla quale partecipano 130 figuranti in costume d'epoca e una cinquantina di tecnici. Ogni anno ad aprile si svolge per le vie del paese una suggestiva rappresentazione: decine di persone in costume ripercorrono i vari momenti della passione di Cristo, dalla preghiera nell'orto di Getsemani fino alla Crocefissione. Tutte le fasi storiche vengono commentate e seguite da una voce narratrice e da tre voci per i dialoghi dei personaggi.

## Geografia antropica
Oltre al centro, il comune di Antignano comprende le frazioni di: Perosini, Nicola, Gonella, Morgnano, Montefiglie, Lanci, Genovesi, Marelli e Premes.

## Economia
Antignano è noto, oltre che per la produzione di ottima Barbera e Grignolino, anche per la produzione di un'antica varietà di mais "Mais otto file di Antignano".

### Aree naturali
Nel comune è presente la Riserva naturale delle Rocche di Antignano, facente parte del Parco Paleontologico Astigiano. La riserva si trova presso la frazione Perosini e fiancheggia il corso del fiume Tanaro. 

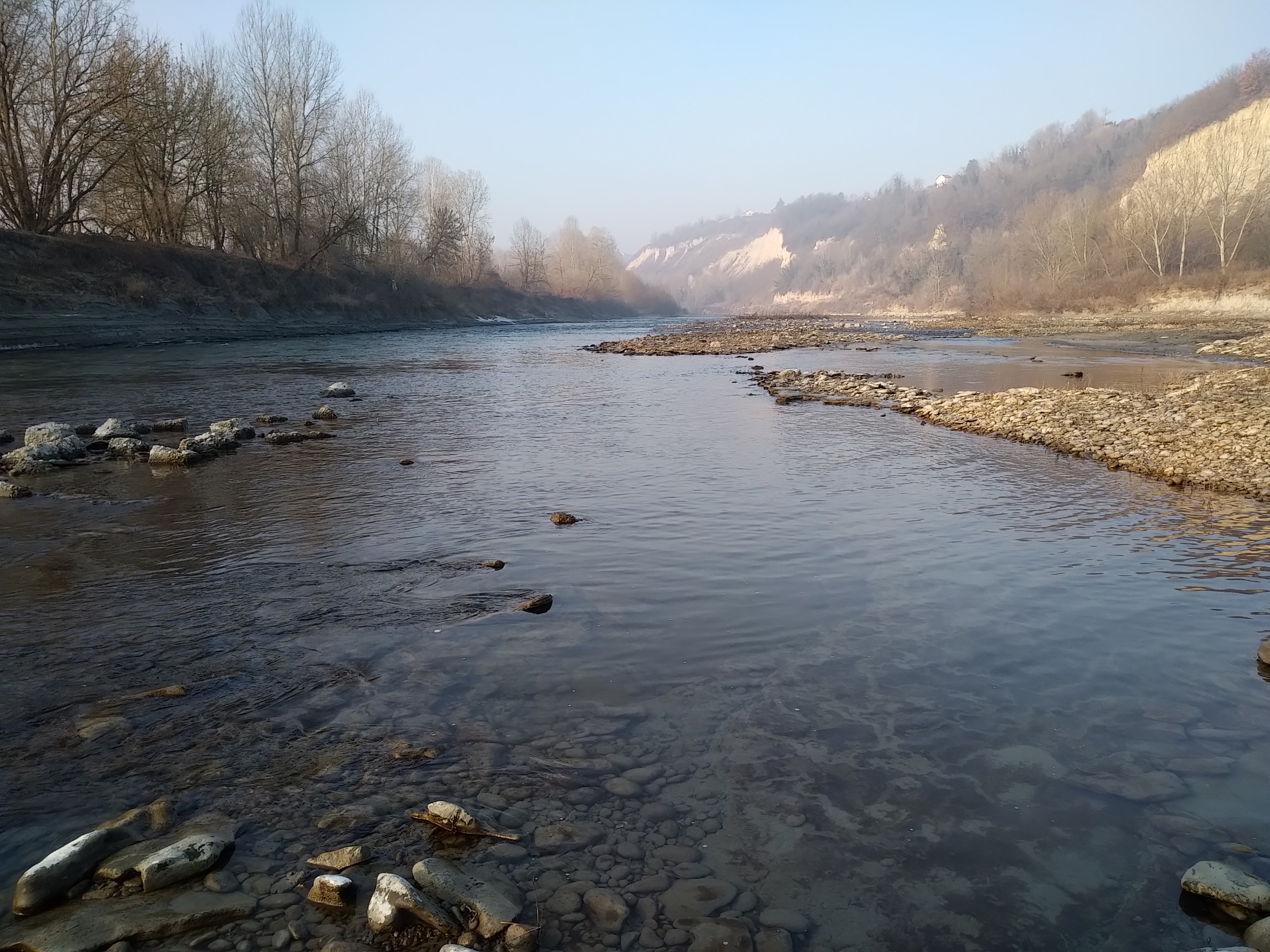
Fiume Tanaro presso le Rocche di Antignano (sulla destra del fiume)

## Infrastrutture e trasporti
Tra il 1882 e il 1935 il comune fu servito dalla tranvia Asti-Canale.

## Amministrazione
Di seguito è presentata una tabella relativa alle amministrazioni che si sono succedute in questo comune.
| Periodo         | Periodo         | Primo cittadino    | Partito                            | Carica              | Note  |
| --------------- | --------------- | ------------------ | ---------------------------------- | ------------------- | ----- |
| 11 giugno 1985  | 25 maggio 1990  | Franco Bosso       | lista civica                       | Sindaco             | [ 9 ] |
| 25 maggio 1990  | 24 aprile 1995  | Franco Bosso       | lista civica                       | Sindaco             | [ 9 ] |
| 24 aprile 1995  | 23 ottobre 1998 | Carlo Musso        | centro                             | Sindaco             | [ 9 ] |
| 23 ottobre 1998 | 14 giugno 1999  | Giovanni Icardi    |                                    | Comm. straordinario | [ 9 ] |
| 14 giugno 1999  | 14 giugno 2004  | Francesco Bosia    | lista civica                       | Sindaco             | [ 9 ] |
| 14 giugno 2004  | 8 giugno 2009   | Francesco Bosia    | lista civica                       | Sindaco             | [ 9 ] |
| 8 giugno 2009   | 26 maggio 2014  | Angelo Borgogno    | lista civica                       | Sindaco             | [ 9 ] |
| 26 maggio 2014  | 26 maggio 2019  | Alessandro Civardi | lista civica Insieme per Antignano | Sindaco             | [ 9 ] |
| 26 maggio 2019  | in carica       | Alessandro Civardi | lista civica Insieme per Antignano | Sindaco             | [ 9 ] |

## Sport
Sul territorio di Antignano opera in campo sportivo dal 1979 la A.S.D. Polisportiva Libertas Antignano, società che è diventata famosa anche a livello regionale per i grandi risultati raggiunti nel Futsal. La Libertas Antignano, infatti, dopo alcuni anni in sui si è dedicata prettamente alla promozione sportiva per i giovani del paese nella stagione 2022-2023 ha ridato vita alla Libertas Antignano Futsal. In sole tre stagioni partendo dal campionato F.I.G.C. di serie D la formazione del presidente Umberto Gonella con 2 promozioni raggiunte in soli 3 anni nella stagione 2024-2025 ha ottenuto il pass per il campionato di serie C1.